# Lerke Osterloh
Lerke Osterloh (29 de septiembre de 1944, Wüsting-Holle, Oldemburgo) es una jueza alemana, jurisprudenta y experta en leyes de impuestos. Es Jueza del Tribunal Constitucional Federal de Alemania en el segundo senado del tribunal de octubre de 1998 hasta su jubilación en noviembre de 2010. Su sucesor es Monika Hermanns. Junto con Gertrude Lübbe-Wolff y Michael Gerhardt,  es considerada miembro del senado del ala liberal.